# Święci z Bostonu 2: Dzień Wszystkich Świętych
Święci z Bostonu 2: Dzień Wszystkich Świętych (ang. The Boondock Saints II: All Saints Day) – amerykański film sensacyjny z 2009 roku w reżyserii Troya Duffy'ego. Sequel filmu Święci z Bostonu (1999). Zdjęcia kręcono w Toronto.

## Fabuła
Bracia MacManus, wraz z ojcem ukrywają się na irlandzkiej prowincji. Gdy dowiadują się, że ich ukochany ksiądz został zamordowany przez mafię, a oni wrabiani są w to morderstwo, postanawiają wyjść z ukrycia i wrócić do Bostonu, by wymierzyć sprawiedliwość i oczyścić swoje nazwisko. Z agentką FBI na karku ruszają do akcji.

## Obsada
- Sean Patrick Flanery jako Connor MacManus
- Norman Reedus jako Murphy MacManus
- Clifton Collins Jr. jako Romeo
- Billy Connolly jako Noah MacManus
- Julie Benz jako agentka specjalna Eunice Bloom
- Judd Nelson jako Concezio Yakavetta
- Bob Marley jako detektyw Greenly
- David Ferry jako detektyw Dolly
- Brian Mahoney jako detektyw Duffy
- Daniel DeSanto jako Ottilio Panza
- Bob Rubin jako Gorgeous George
- David Della Rocco jako Rocco